# Аугуст Эгмюндссон
Аугуст Эгмюндссон (исл. Ágúst Ögmundsson; род. 23 апреля 1946) — исландский гандболист, полевой игрок. Участник летних Олимпийских игр 1972 года.

## Биография
Аугуст Эгмюндссон родился 23 апреля 1946 года.
В 1960—1970-е годы играл в гандбол за «Валюр» из Рейкьявика. В 1973 году в его составе завоевал золото чемпионата Исландии. Был капитаном команды.
В 1972 году вошёл в состав сборной Исландии по гандболу на летних Олимпийских играх в Мюнхене, занявшей 12-е место. Играл в поле, провёл 3 матча, забросил 1 мяч в ворота сборной Японии.
В течение карьеры провёл за сборную Исландии 25 матчей, забросил 15 мячей.